# われ死者の復活を待ち望む
『われ死者の復活を待ち望む』（羅: Et exspecto resurrectionem mortuorum）は、オリヴィエ・メシアンが作曲した、木管楽器、金管楽器と金属打楽器のための管楽合奏作品。欧米では受難節などにレクイエムなどと共に良く演奏される器楽的宗教音楽の一種。

## 概要
1964年に、当時のフランスの文化相アンドレ・マルローから第二次世界大戦の犠牲者を追悼するための曲として委嘱を受け、イゼール県のプティシェで作曲とオーケストレーションが行われた。
初演は翌年の1965年に、パリのサント・シャペルでセルジュ・ボドの指揮、ストラスブール打楽器アンサンブルと他の木管楽器奏者と金管楽器奏者たちによって行われた。第2回の公開演奏は「シャルトル・ブルー」で知られているステンドグラスを誇るシャルトル大聖堂において、当時のフランス大統領シャルル・ド・ゴールの臨席のもとに行われた。第3回の演奏はパリのドメーヌ・ミュジカールでピエール・ブーレーズの指揮、ストラスブール打楽器アンサンブルによって行われた。
メシアンの「宗教的題材の時期」（1963年-1969年）に書かれた作品のひとつで、宗教的色彩が濃厚であり、2種類の「鳥の歌声」が象徴的に聞かれる。なお、作品はピアノと弦楽器が全く用いられず、木管楽器、金管楽器と打楽器のみで書かれている。また、この曲は屋外や山の上などの広い空間での演奏、あるいは教会の雰囲気や反射音を想定して書いたとされている。
オーケストラのスコアはアルフォンス・ルデュック社から出版された。

## 楽器編成
- 木管楽器
ピッコロ2、フルート3、オーボエ3、イングリッシュ・ホルン、クラリネット3、小クラリネット（E♭管）、バス・クラリネット、ファゴット3、コントラファゴット
- 金管楽器
トランペット3、小トランペット（D管）、ホルン6、トロンボーン3、バス・トロンボーン、テューバ、バス・サクソルン
- 打楽器
センセロス3（3セット）、テューブラー・ベル、ゴング6、タムタム3、

## 構成
聖書から引用された5つのタイトルから構成されている。演奏時間は約24分。
第1曲 深い淵の底から、主よ、あなたを呼びます。主よ、私の声を聞き取ってください。
冒頭の重苦しいファゴットの響きが、作品全体の重々しい雰囲気を予告している。タイトルは詩篇130編に由来する。詩篇の中でも有名な箇所で、この歌詞はプロテスタントの賛美歌としても歌われている。
第2曲 死者の中から復活させられたキリストは、もはや死ぬことはありません。死はもはやキリストを支配しません。
前半と中間部と最後にオーボエ、クラリネット、フルート、イングリッシュ・ホルンなどによるソロが聞かれる。タイトルはローマの信徒への手紙6章9節に由来。
第3曲 死んだ者が神の子の声を聞く時が来る…
ここで聞かれる第1の鳥は、ウィラプルー（ウタミソサザイ）というアマゾンに生息する鳥で、死の間際に声が聞かれるといわれている。タイトルはヨハネによる福音書5章25節に由来する。
第4曲 死者たちは、夜明けの星の喜びの歌と神の子らの歓声の中で、新しい名を持って、輝かしいものに復活するであろう。
ここで聞かれる第2の鳥はヒメコウテンシという鳥で、主にギリシャやスペインで多く見られ、独特な歌を披露するヨーロッパの鳥である。この作品では天の歓喜と栄光の身体の4つの特性のひとつである敏捷さを象徴するものとして用いられている。また、第4曲ではグレゴリオ聖歌の「復活祭の入祭唱」と「復活祭のアレルヤ唱」が聞かれる。タイトルはコリントの信徒への手紙一15章43節、ヨハネの黙示録2章17節、ヨブ記38章7節に由来。
第5曲 私はまた、大群集の声のようなもの……を聞いた。
ゴングの刻みとテューブラー・ベルの響きが効果的に用いられ、「ヨハネの黙示録」第19章に描かれた天上世界を思い出させる。タイトルはヨハネの黙示録19章6節に由来。